# Château d'Aubonne
Pour les articles homonymes, voir Aubonne.
Le château d'Aubonne est un château médiéval situé dans la commune vaudoise d'Aubonne, en Suisse.

## Histoire
Le château d'Aubonne a été construit avant 1197, date à laquelle il est cité comme turris. Il se développe en citadelle, puis en château fort. Entre le XIIe siècle et le XVIIe siècle, il passe successivement entre les mains des seigneurs d'Aubonne, puis des comtes de Savoie, de la famille de Grandson et finalement des comtes de Gruyère. Le château est acquis en 1701 par LL. EE. de Berne, qui y établissent un bailli. Propriété de l'État de Vaud en 1798, puis dès 1835 de la commune,.

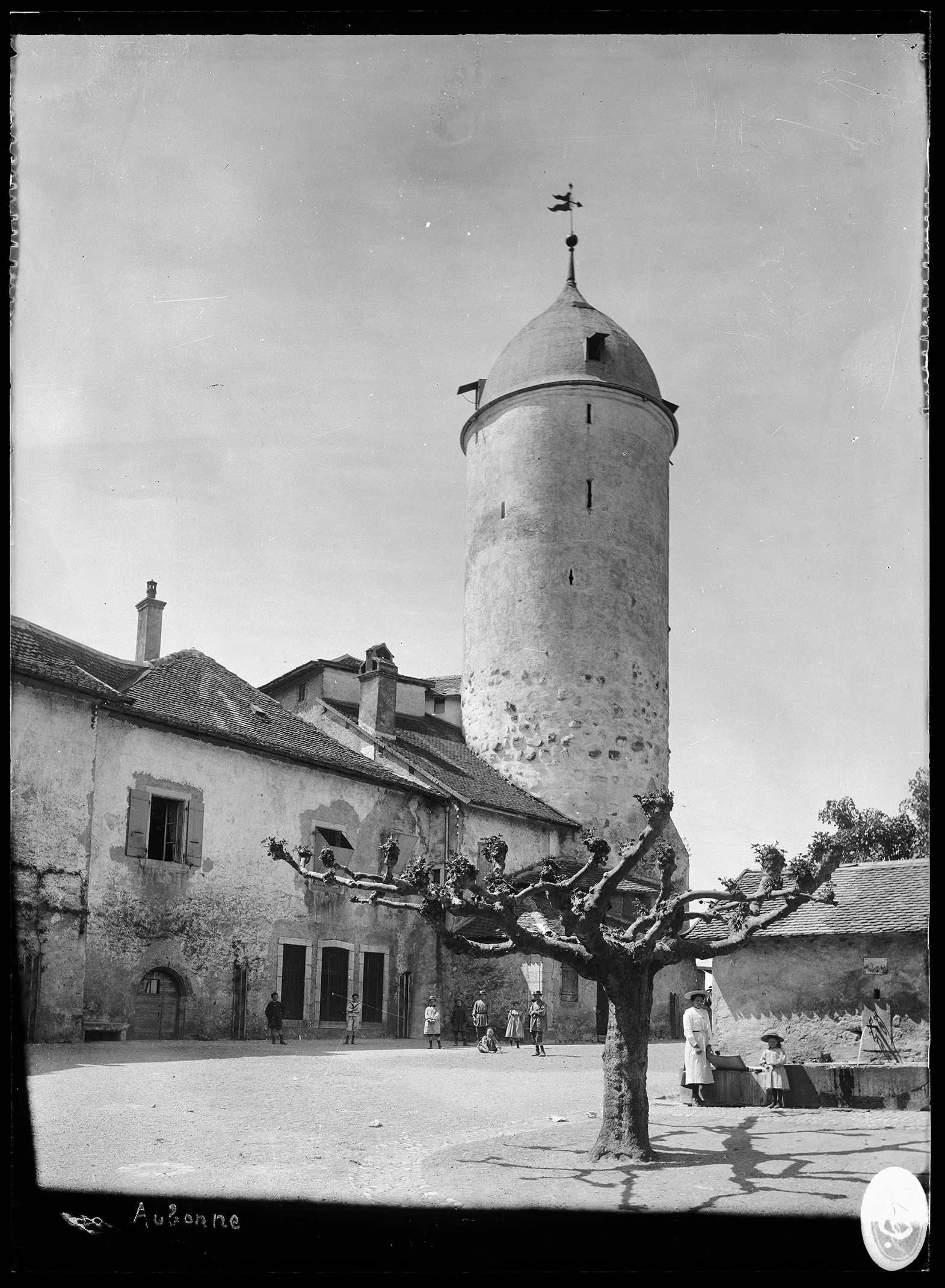
Château d'Aubonne en 1899, photographie Fischer frères.

La forteresse se dresse sur une colline surplombant la ville ainsi que le ravin de l'Aubonne. Au début du XIIIe siècle, ce bien est divisé en seigneurie et coseigneurie, ce qui pourrait expliquer la présence d'une grande tour rectangulaire et celle d'une autre, circulaire sur base carrée. Le château est acquis en 1670 par Jean-Baptiste Tavernier. Il charge en 1674-1676 le maître maçon et architecte Pierre Billon de la reconstruction des façades sur la cour intérieure, en créant en particulier un monumental portique à 16 colonnes. Il conservera son bien pendant près de trente ans, pour finalement le vendre à Henri Duquesne.
La dernière rénovation du château, propriété de la commune, a duré huit ans et s'est terminée en 1988. Il est actuellement inscrit comme bien culturel suisse d'importance nationale et abrite de nos jours une école secondaire ainsi que plusieurs salles publiques.

## La tour du château
Le château d'Aubonne est dominé par une tour blanche surmontée d'un toit à l'impériale, c'est-à-dire en forme de bulbe. Sa moitié supérieure a été reconstruite dès 1677 par Tavernier qui aurait voulu ainsi, selon la légende, « avoir sous les yeux une construction lui rappelant l'Orient, où il avait longtemps vécu » ,.  